# Тёрлинген
Тёрлинген (нем. Thörlingen) — община в Германии, в земле Рейнланд-Пфальц. 
Входит в состав района Рейн-Хунсрюк. Подчиняется управлению Эммельсхаузен.  Население составляет 151 человек (на 31 декабря 2010 года). Занимает площадь 2,24 км².